# Zawodzisko
Zawodzisko – wzniesienie o wysokości 995 m n.p.m., w południowo-zachodniej Polsce w Górach Bialskich w Sudetach Wschodnich.

## Położenie
Wzniesienie położone, w północnej części Gór Bialskich w Sudetach Wschodnich, około 2,9 km, na zachód od południowej granicy małej wioski Bielice i 1,1  km na południowy zachód od wzniesienia Czernica.

## Fizjografia
Wzniesienie o zróżnicowanych zboczach i niewielkim mało wykształconym płaskim szczycie, wyrastającym minimalnie ponad niewielką wierzchowinę. Wzniesienie ma postać wydłużonego nieregularnego wału w kształcie rogala o spłaszczonej powierzchni szczytowej. Wyrasta z południowo-zachodniego zbocza wzniesienia Czernica na kierunku SW-NE. Charakteryzujące się nieregularną rzeźbą, urozmaiconym ukształtowaniem, mało wyraźnie podkreślonymi dość stromo opadającymi do dolin rzecznych zboczami: wschodnim, południowo-wschodnim i północno-zachodnim. Południowe zbocze szerokim, pasem grzbietowym opada w stronę Wielkiego Rozdroża. Całe wzniesienie położone jest na obszarze Śnieżnickiego Parku Krajobrazowego. Wzniesienie wyraźnie wydzielają doliny potoków lewych dopływów Białej Lądeckiej: Złotego Potoku od południowego zachodu, bezimiennego potoku od północnego wschodu i Bielawki od południowego wschodu. Południowym, wschodnim i północno-wschodnim zboczem wzniesienia na poziomie 965–940 m n.p.m. trawersuje Bialski Dukt a północnym i północno-zachodnim zboczem prowadzi droga z Nowego Gierałtowa do Suchej Przełęczy. Położenie wzniesienia na tle wyższych wzniesień, kształt i mało wyraźnie podkreślona część szczytowa czynią wzniesienie trudno rozpoznawalnym w terenie.

## Budowa
Wzniesienie w całości zbudowane ze skał metamorficznych łupków łyszczykowych i gnejsów gierałtowskich. Szczyt i zbocza wzniesienia pokrywa niewielkiej grubości warstwa młodszych osadów glin, żwirów, piasków i lessów z okresu zlodowaceń plejstoceńskich i osadów powstałych w chłodnym, peryglacjalnym klimacie.

## Roślinność
Wzniesienie częściowo porośnięte monokulturowym lasem świerkowym regla dolnego. Drzewostan porastający szczytowe partie wzniesienia pod koniec XX wieku częściowo dotknęły zniszczenia wywołane katastrofą ekologiczną w Sudetach, obecnie w miejscach częściowo zniszczonego drzewostanu porasta świerkowy młodnik. Na południowo-zachodnim zboczu poniżej szczytu rozciąga się wzdłuż Złotego Potoku niewielka śródleśna polana.

## Inne
- W bliskiej odległości od wzniesienia na Wielkim Rozdrożu kręcono sceny do filmu "Baza ludzi umarłych"[2] wg.powieści Marka Hłaski Następny do raju.

## Turystyka
Przez szczyt wzniesienia nie prowadzi szlak turystyczny.	
Północnym zboczem w bliskiej odległości od szczytu prowadzi:
- – czerwony szlak turystyczny z Przełęczy Gierałtowskiej do Przełęczy Suchej przez Wielkie Rozdroże.
- – fragment niebieskiego międzynarodowego szlaku turystycznego Atlantyk – Morze Czarne E3  przechodzącego przez Stary Gierałtów, Wielkie Rozdroże do Przełęczy Staromorawskiej i dalej.
  -  – szlak rowerowy niebieski ze Schroniska PTTK "Na Śnieżniku" do Przełęczy Gierałtowskiej.
  -  – czerwony szlak rowerowy z Przełęczy Dział do Bielic.